# Emmy-Noether-Gesamtschule Kaarst
Die  Emmy-Noether-Gesamtschule Kaarst ist eine Gesamtschule in Büttgen, einem Stadtteil von Kaarst im Rhein-Kreis Neuss in Nordrhein-Westfalen. Die Gesamtschule ist eine Schule des Gemeinsamen Lernens mit den Schwerpunkten emotionale und soziale Entwicklung, Lernen sowie Sprache und bietet Ganztagsunterricht an.

## Geschichte
Die Gesamtschule wurde 2013 als Städtische Gesamtschule Kaarst-Büttgen gegründet und startete am 1. August 2013 mit 113 aufgenommenen Schülerinnen und Schülern bei 132 Anmeldungen. Sie wurde am Standort der Haupt- und Realschule in Büttgen eingerichtet und ersetzte am Standort die auslaufende Elisabeth-Selbert-Realschule.
Am 16. Oktober 2023 ist die Gesamtschule zu ihrem neuen Standort am Risgeskirchweg gezogen. Hier wurde ein Neubau für die circa 1000 Schüler geschaffen. Die Schule wechselte ihren Namen am 1. August 2024.

## Profil
Die Gesamtschule bietet neben Englisch ab Klasse 7 Französisch und Latein und ab Klasse 9 auch Italienisch, ab Beginn der gymnasialen Oberstufe Latein bzw. Spanisch an.